# Universidade Católica Fu Jen

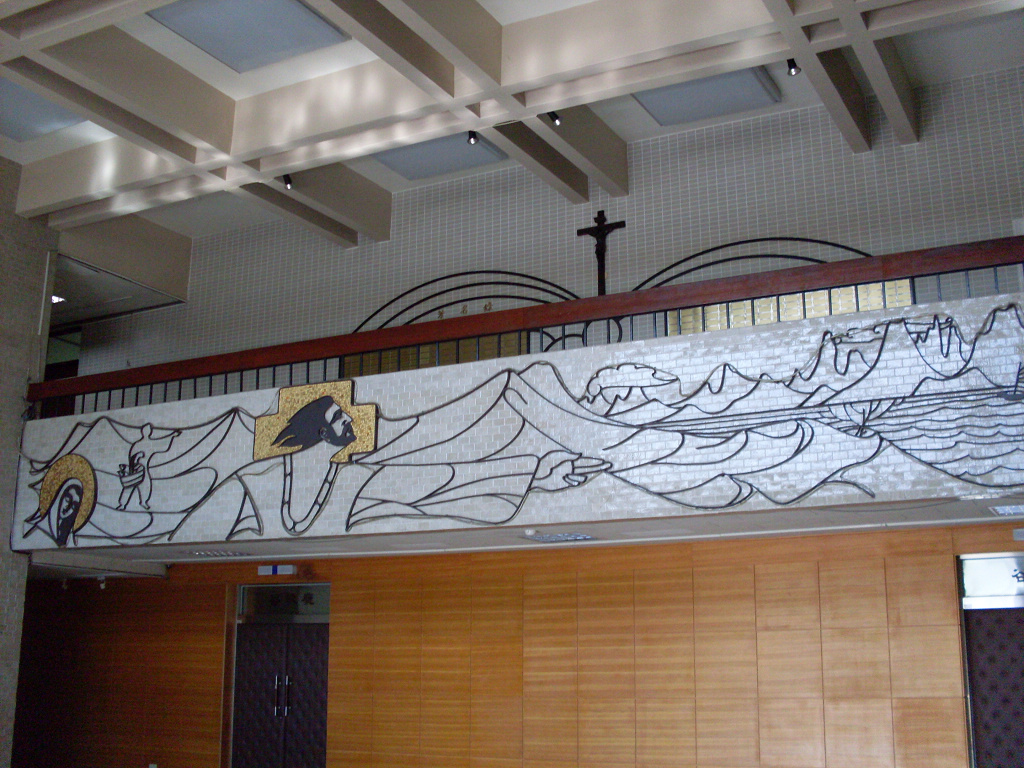
Dentro do prédio Cardeal Paul Yu Pin

A Universidade Católica Fu Jen (FJU) é uma instituição de ensino superior privada localizada em Hsinchuang, em Nova Taipé, em Taiwan.
Dentre as universidades privadas de Taiwan, é a que possui mais campos de estudos. Também é conhecida por seus fortes laços com Cúria Romana.
Seu programa de mestrado conjunto transnacional "MGEM" foi classificado 19º globalmente por Financial Times em 2020.

## História
Originalmente estabelecida em 1925, pelos beneditinos de Latrobe, Pensilvânia, sob solicitação da Santa Sé, a FJU foi obrigada a fechar em 1952, sendo reativada em 1961. É a mais antiga universidade católica e afiliada aos jesuítas no mundo de língua chinesa.
O campus da Universidade Católica Fu Jen (incluindo o hospital anexo) tem 40 milhões de metros quadrados, o tamanho fica próximo ao campus da Cidade do Vaticano e da Universidade de Osaka em Toyonaka.

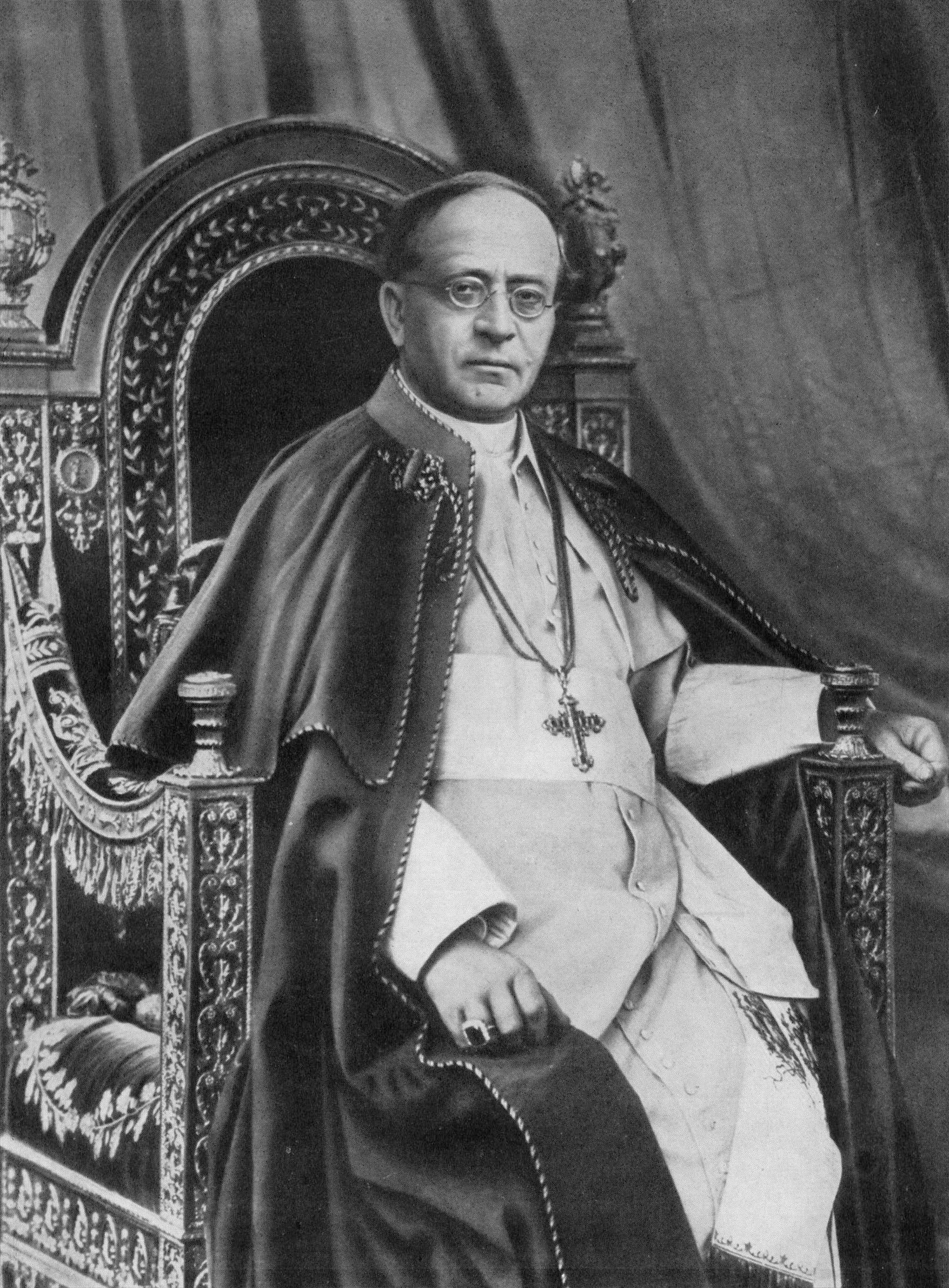
O Papa Pio XI financiou ¥ 100.000 para apoiar a fundação da Universidade

## Bibliotecas

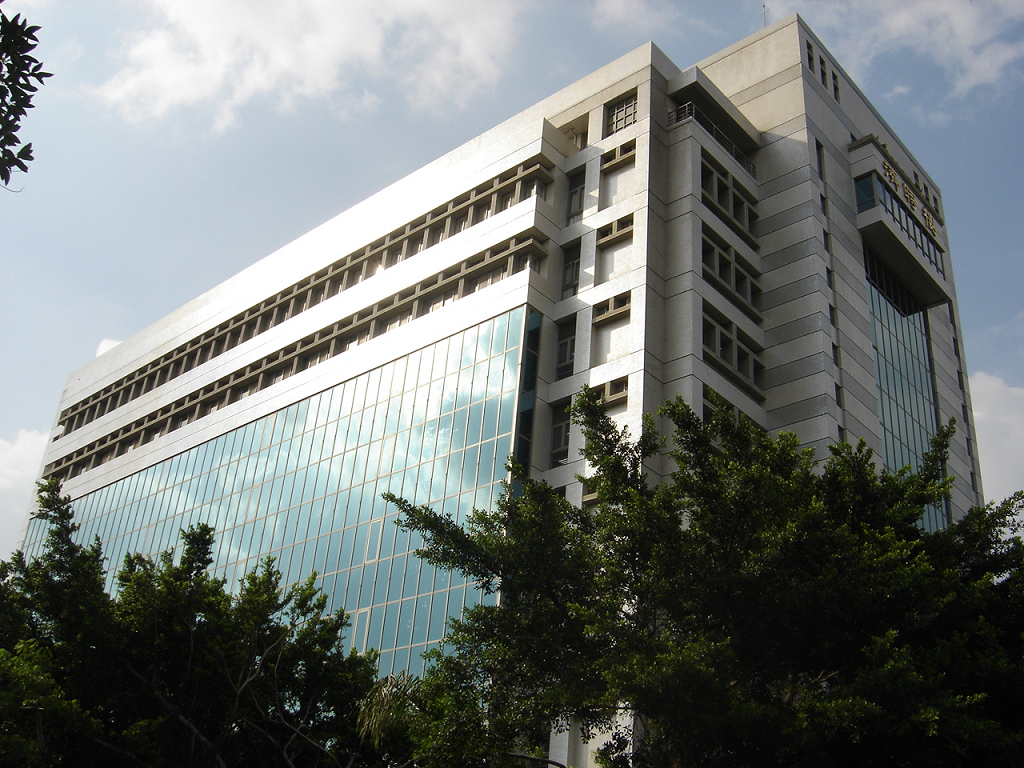
Fahy
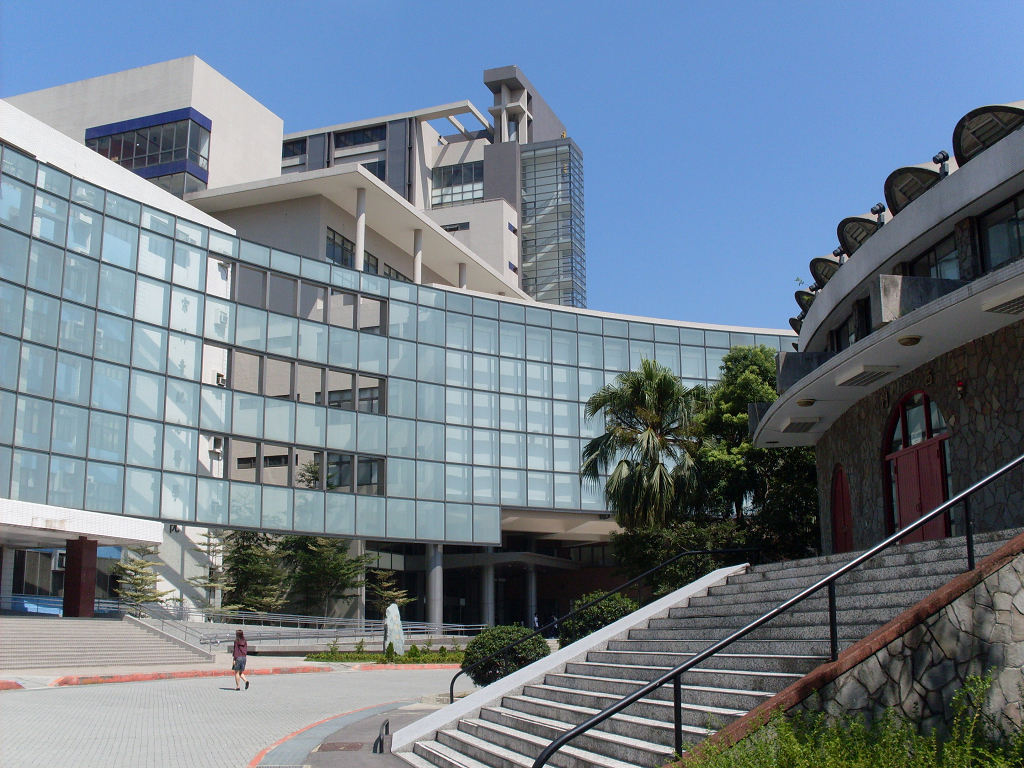
Kardinaal Paul Shan
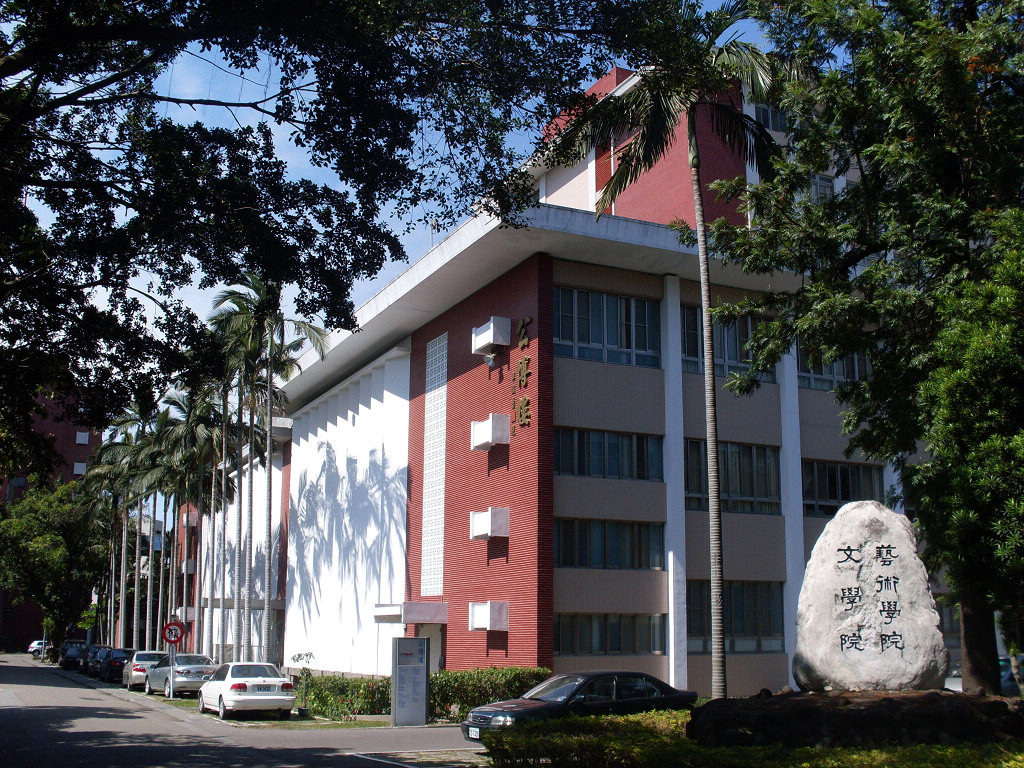
Kungpo
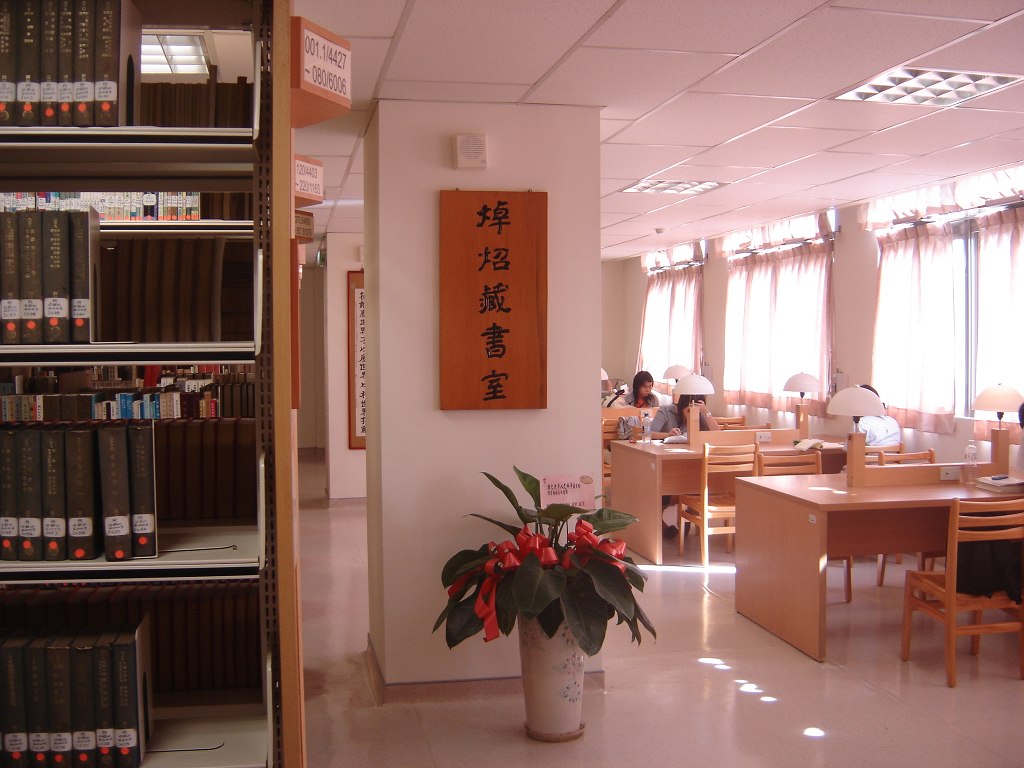
Kungpo
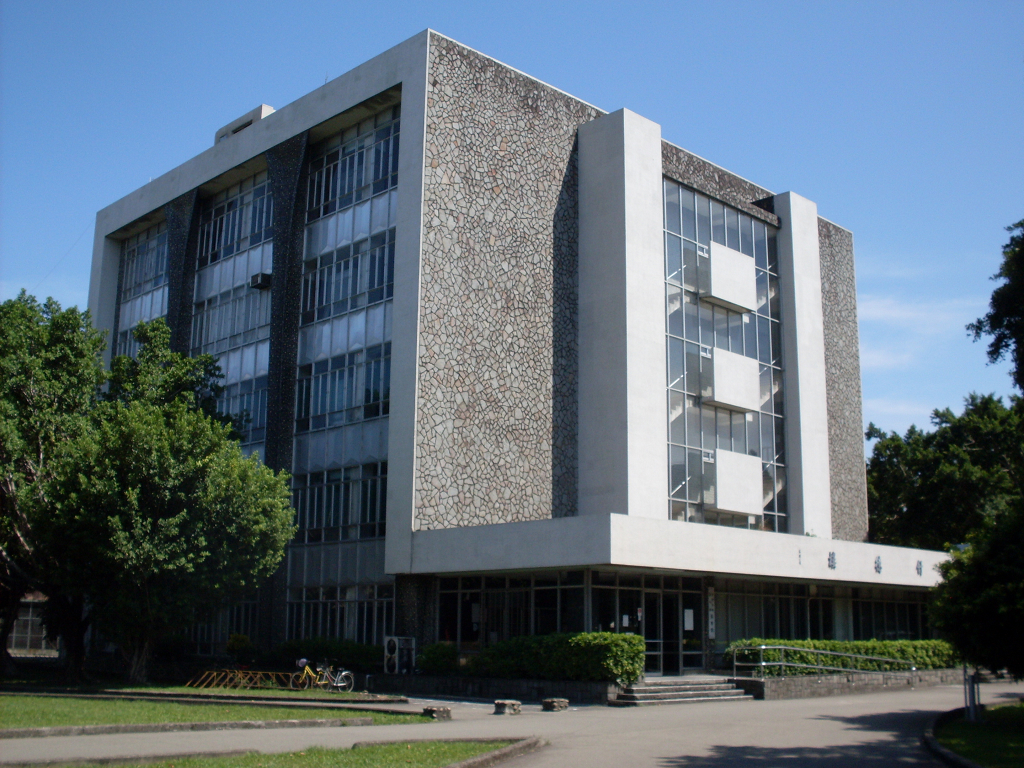
Schutte
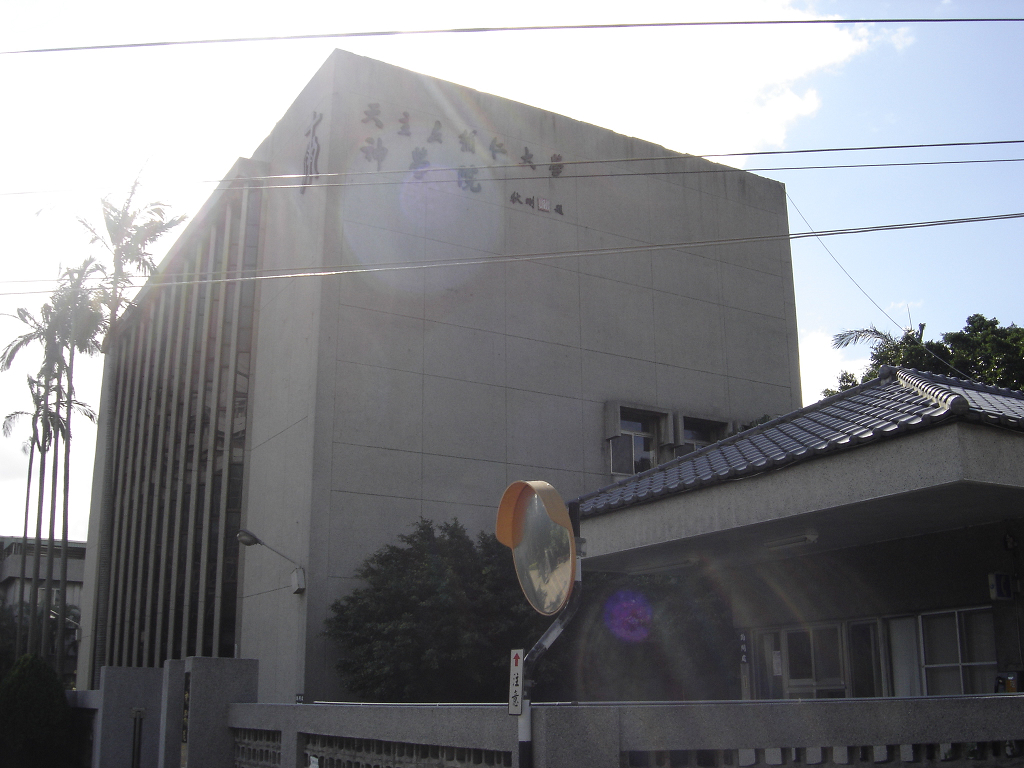
Theologie